# Furacão Gonzalo
O furacão Gonzalo formou-se a 12 de outubro em águas do Atlântico central. A NHC começou a monitorar a uma onda tropical ao leste das Pequenas Antilhas a 10 de outubro. a 12 de outubro, segundo dados de um avião caçafuracões, se confimou que o sistema tinha tomado força e foi catalogado como a sétima tempestade tropical da temporada com nome: Gonzalo. No meio de condições muito favoráveis, ao dia seguinte, o sistema converteu-se a furacão de categoria um, enquanto se localizava próximo às ilhas Virgens Britânicas. A inícios de 16 de outubro, o sistema tomou forças e foi promovido a categoria dois, sendo promovido horas depois a categoria três. Após uns altibaixos na sua intensidade (e ter atingido pela primeira vez a categoria quatro a 15 de outubro), o Gonzalo atingiu (pela segunda vez) a categoria quatro às 09:00 UTC da 16 de outubro. Devido à perigo do furacão, emitiu-se um aviso de furacão para a região britânica das Bermuda. Às 15:00 UTC o sistema atingiu o seu pico de intensidade de ventos num minuto de 230 km/h e uma pressão mínima de 940 hPa. Estruturalmente o sistema possuía uma conveção muito acoplada ao seu centro, localizado sobre águas muito quentes e a presença de uma cisalhamento débil.
O Gonzalo fluctou em intensidade e girou ao norte. Depois de girar ao nordeste, o Gonzalo foi degradado à categoria três de furacão. a 18 de outubro, antes de impactar e tocar terra sobre Bermuda, o sistema debilitou-se a categoria dois e seguiu a sua deslocação ao nordeste. O furacão acelerou num momento dado e foi degradado a categoria um ao nordeste da ilha. O Gonzalo converteu-se em ciclone extratropical a 19 de outubro, enquanto aproximava-se ao Reino Unido. Nesse país, a 21 de outubro, três pessoas faleceram e mais três resultaram feridos, depois que o sistema trouxera ventos de força galerna maiores a 120 km/h acompanhados por chuvas torrenciais. Em Sint Maarten o sistema provocou um morto e quantiosos danos materiais.